# المدة النيابية الرابعة لمجلس النواب التونسي
المدة النيابية الرابعة لمجلس النواب في تونس هي المدة النيابية التي دامت ولايتها 5 سنوات وذلك بين 1974 و1979.

انتخب المجلس إثر انتخابات 3 نوفمبر 1974.

## مكونات مجلس النواب
يتكون مجلس النواب من 112 مقعدا.

### الكتل
| الحزب | الحزب                    | المقاعد |
| ----- | ------------------------ | ------- |
|       | الحزب الاشتراكي الدستوري | 112     |

## الحكومات
- حكومة الهادي نويرة.